# Suncor Energy
Suncor Energy er en canadisk olie- og gasselskab med hovedkvarter i Calgary, Alberta. De fremstiller råolie fra oliesand og producerer desuden naturgas.
Suncor blev etableret i 1919 i Montreal som Sun Company of Canada, et datterselskab til Sun Oil (i dag Sunoco).